# Henrix Mxit'aryan
Henrix Mxit'aryan (in armeno Հենրիխ Համլետի Մխիթարյան?, traslitterazione anglosassone: Henrikh Mkhitaryan; in russo Генрих Гамлетович Мхитарян?, Genrich Gamletovič Mchitarjan, [hɛnˈɾiχ məχitʰɑˈɾjɑn]; Erevan, 21 gennaio 1989) è un calciatore armeno, centrocampista dell'Inter.
Considerato il miglior calciatore armeno di tutti i tempi, ha iniziato in patria nel P'yownik, prima di trasferirsi in Ucraina nel 2009 per giocare con Metalurh Donec'k e Šachtar. Nel 2013 è passato al Borussia Dortmund, con cui in tre anni ha vinto due Supercoppe di Germania (2013 e 2014). Nel 2016 è stato acquistato dal Manchester Utd, con cui ha vinto una Supercoppa inglese, una Coppa di Lega e una UEFA Europa League nella stagione 2016-2017, prima di passare all'Arsenal nel 2018. Dopo una stagione e mezza si è trasferito alla Roma, vincendo una UEFA Conference League nella stagione 2021-2022. Nell'estate 2022 è passato all'Inter, con cui ha vinto due Supercoppe italiane (2022 e 2023), una Coppa Italia (2022-2023) e un campionato italiano (2023-2024).
Dopo aver giocato nelle varie selezioni giovanili, nel 2007 ha esordito nella nazionale maggiore armena. In 14 anni di militanza ha collezionato 95 presenze e segnato 32 reti, risultando il miglior marcatore della sua nazionale.
A livello individuale ha vinto per 12 volte il titolo di calciatore armeno dell'anno (record) ed è stato inserito nella squadra della stagione della UEFA Europa League (2016-2017).

## Biografia
Figlio del calciatore sovietico Hamlet Mxit'aryan, attaccante dell'Ararat, e della moscovita Marina Taschjan, all'inizio degli anni novanta si trasferisce in Francia, a Valence, per seguire la carriera calcistica del padre e vi trascorre l'infanzia. Tornato a Erevan nel 1995 per via della malattia del padre, entra nello stesso anno nelle giovanili del P'yownik. L'anno dopo rimane orfano di padre all'età di sette anni.
Fa parte degli ambasciatori dall'UNICEF, e si è impegnato per fare sì che cessassero le ostilità tra Armenia e Azerbaigian.
Ha conseguito due lauree, una in Sports management e l’altra in Economia, e parla cinque lingue: armeno, russo, francese, inglese, italiano.
Nel 2019 si sposa a San Lazzaro degli Armeni (Venezia) con Betty Vardanyan, figlia di un politico armeno, e dalla loro unione sono nati due figli nel 2020 e nel 2023.

## Caratteristiche tecniche
Jolly di centrocampo, Mkhitaryan è un trequartista atipico molto mobile, nato mezzala nelle giovanili del Pyunik, all'occorrenza è stato impiegato pure come esterno offensivo in un attacco a tre punte. Agile e veloce, seppur venga penalizzato dal punto di vista fisico, è in possesso di una visione di gioco notevole, tecnica sopraffina e abilità negli inserimenti: ciò gli consente di creare occasioni sia a livello personale sia con assist per i compagni.
Grazie all'intelligenza e alla disciplina tattica può giostrare come ala su entrambe le corsie laterali. Destro naturale, è in grado di usare indistintamente il sinistro. Praticamente imprendibile con palla al piede, ama alternare tocchi di prima ad azioni più manovrate, mentre fa valere al meglio le sue caratteristiche nel garantire la superiorità numerica grazie alla sua capacità di saltare l'uomo. Chirurgico nella conclusione da fuori, risulta spesso decisivo nelle incursioni e nei passaggi per gli attaccanti.

## Carriera

### Club

#### Esordi

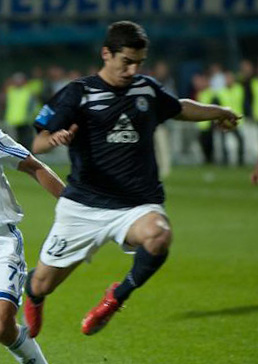
Mxit'aryan con il nel 2009

Muove i primi passi nel P'yownik, club di Erevan. Dopo aver sostenuto un provino con il San Paolo a 13 anni, a 17 anni viene promosso nella prima squadra del P'yownik, esordendo tra i professionisti nel 2006. Milita nel club fino al 2009, stagione in cui segna 11 gol in 10 partite di campionato. Vince quattro campionati armeni (2006, 2007, 2008, 2009), una Coppa d'Armenia (2009) e due Supercoppe d'Armenia (2007, 2009).
Nel 2009 si trasferisce al Metalurh Donec'k, squadra della massima divisione ucraina. Il 16 luglio 2009 bagna l'esordio con il nuovo club segnando nella partita vinta per 3-0 contro il Partyzan Minsk, valida per i preliminari di UEFA Europa League 2009-2010. Nella stagione seguente, all'età di 21 anni, è nominato capitano della squadra, divenendo il più giovane capitano nella storia del club ucraino. Il suo bilancio con la maglia del Metalurh Donec'k è di 45 partite giocate e 16 gol segnati.

#### Šachtar

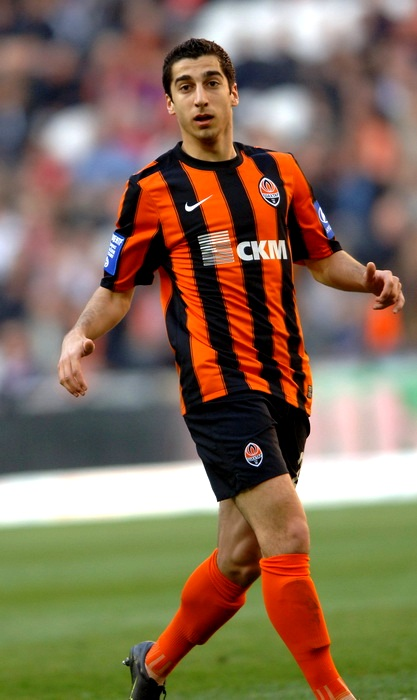
Mxit'aryan in azione con lo nel 2011

Dopo un anno e mezzo al Metalurh Donec'k, sostiene un provino con il club iraniano del Mes Kerman, ma l'allenatore Samad Marfavi lo scarta. Il 30 agosto 2010 si accasa ai concittadini dello Šachtar per 7,5 milioni di dollari.
Nella prima stagione lotta per una posto da titolare in campionato e il 28 settembre 2010 esordisce in UEFA Champions League contro il Braga (vittoria per 3-0). Vince campionato, Coppa d'Ucraina e Supercoppa d'Ucraina.
Nella seconda stagione con la maglia degli arancio-neri si afferma in modo compiuto, segnando 11 reti in 37 presenze, di cui 26 in campionato, e vincendo campionato e Coppa d'Ucraina. Realizza il gol decisivo (2-1) nella finale di coppa contro il Metalurh Donec'k, sua ex squadra, nei tempi supplementari, dopo essere entrato in campo nella ripresa al posto di Douglas Costa. È eletto inoltre miglior calciatore dello Šachtar da un sondaggio online condotto tra i tifosi.
Inizia la stagione 2012-2013 vincendo la Supercoppa d'Ucraina, grazie al successo in finale contro il Metalurh Donec'k (2-0). Esordisce in campionato realizzando una doppietta e fornendo due assist contro l'Arsenal Kiev (6-0). Dopo sole sei partite di campionato è già a quota dieci reti, grazie alla tripletta contro il Čornomorec' alla sesta giornata (5-1), eguagliando così il personale score della stagione precedente. Il 19 settembre 2012 segna due gol nella partita di UEFA Champions League che la squadra ucraina vince per 2-0 contro il Nordsjælland. Il 16 marzo 2013 gioca, contro il Čornomorec', la propria centesima partita nella massima divisione ucraina. Realizza poi una doppietta nella partita vinta per 5-0 contro il Tavrija, portando a 24 i gol in Prem"jer-liha, nuovo record per il campionato ucraino. Segna in totale 25 reti in 29 gare disputate, aiutando la propria squadra a vincere il campionato. In tre anni trascorsi con gli arancio-neri ha collezionato tra campionato e coppe nazionali 103 partite e realizzato 44 reti.

#### Borussia Dortmund
Il 9 luglio 2013 si trasferisce in Germania, nelle file del Borussia Dortmund. Il successivo 1º settembre segna i suoi primi due gol ufficiali con i gialloneri, nella partita contro l'Eintracht Francoforte. Il 24 dello stesso mese segna il primo gol con il club nella Coppa di Germania, nella trasferta vinta 0-2 ai tempi supplementari sul campo del Monaco 1860. Il 22 ottobre 2013 segna il suo primo gol in Champions League con la maglia dei tedeschi, contro l'Arsenal all'Emirates Stadium, siglando il momentaneo 1-0 che ha poi permesso alla sua squadra di vincere 2-1 l'incontro, un successo poi risultato fondamentale per la qualificazione agli ottavi. Il 13 agosto 2014 segna il gol del momentaneo 1-0 in finale di Supercoppa di Germania contro il Bayern Monaco; la partita terminerà poi 2-0. Termina la sua seconda stagione col Borussia Dortmund giocando in tutto 42 partite e segnando 5 gol. Nella stagione seguente segna 11 volte e fornisce 20 assist in 31 partite di Bundesliga, vincendo il premio di miglior giocatore assegnato da kicker; in totale colleziona 23 reti e 32 assist in 52 presenze.

#### Manchester Utd

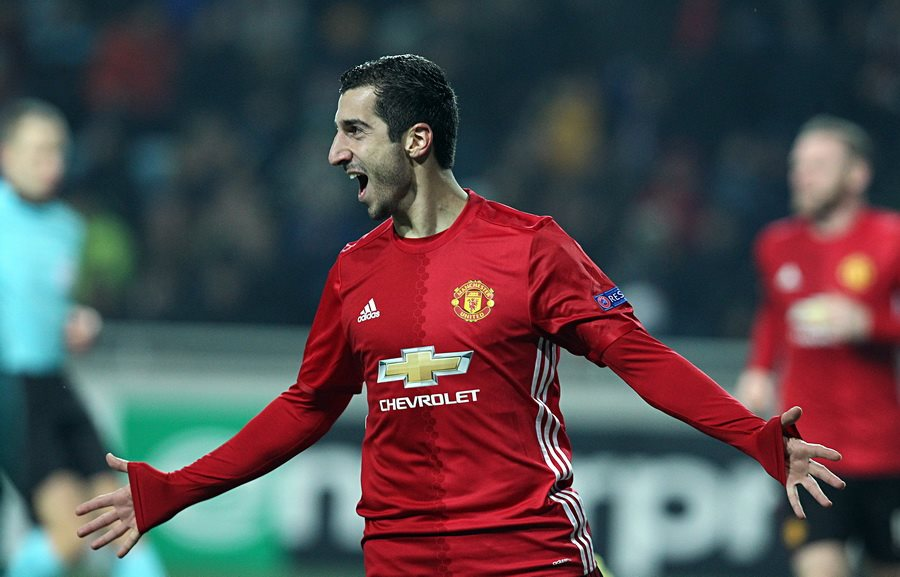
Mxit'aryan con la maglia del nel 2016

Il 2 luglio 2016 approda in Inghilterra passando al Manchester Utd, agli ordini di José Mourinho, per 31,5 milioni di euro. Debutta con i mancuniani il 7 agosto seguente, in occasione del successo per 2-1 contro il Leicester City, rilevando Juan Mata nei minuti di recupero. Nel corso della stagione, complice un infortunio, gioca poco nel girone d'andata per poi trovare maggiore spazio in quello di ritorno. Con i Red Devils conquista durante l'annata 2016-2017 la Community Shield, la Football League Cup e, soprattutto, l'Europa League, nella quale segna il gol del definitivo 2-0 nella finale contro l'Ajax.
L'anno successivo le cose per lui si complicano ulteriormente, tanto che lui tra novembre e dicembre viene mandato in tribuna per 6 volte consecutive a causa di un rapporto non semplice con l'allenatore degli inglesi José Mourinho. Questi problemi (uniti a un rendimento al di sotto delle aspettative) fanno sì che lui rimanga a Manchester fino al gennaio 2018.

#### Arsenal

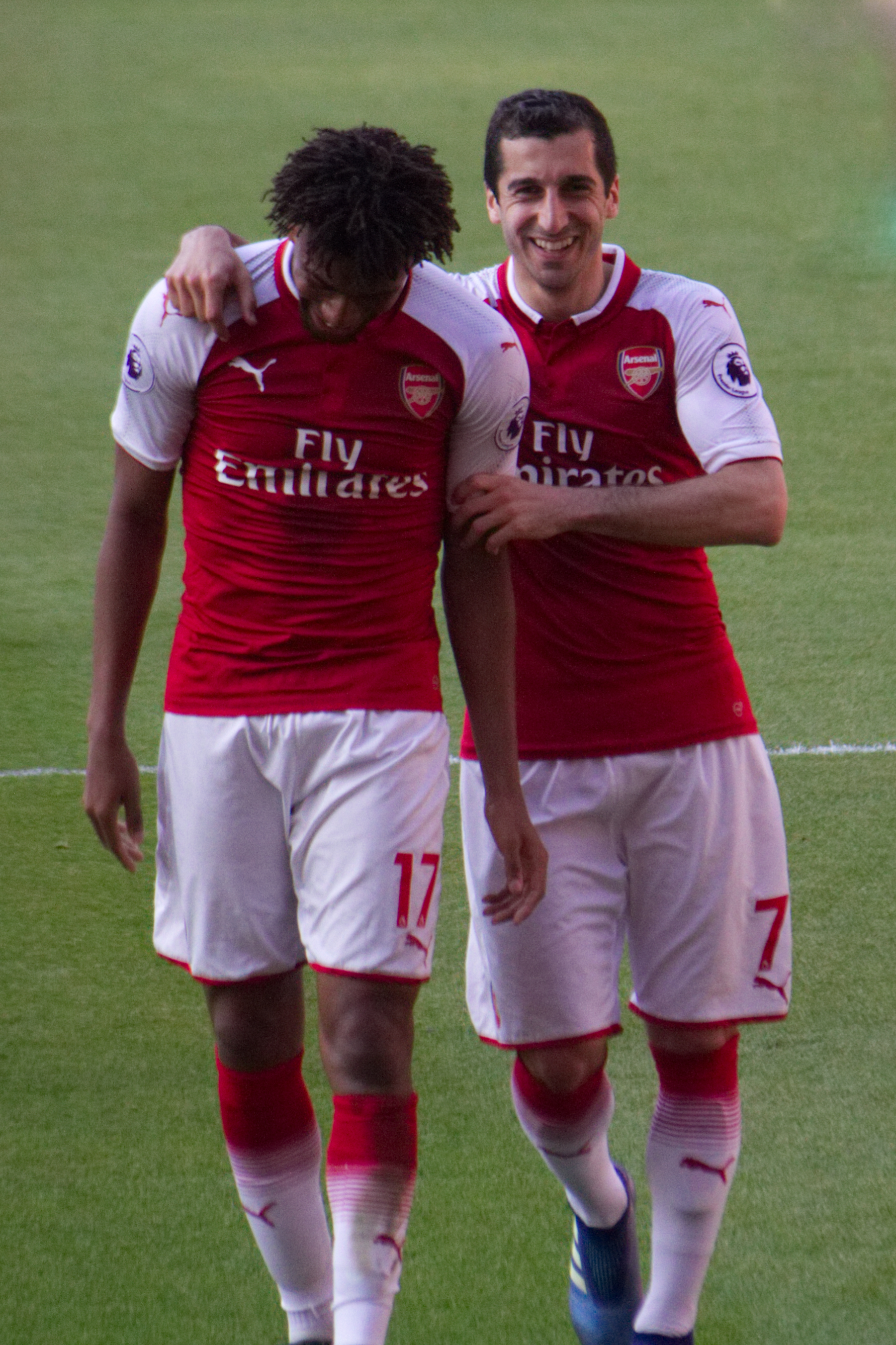
Mxit'aryan (a destra) all' nel 2018, mentre festeggia un gol con Alex Iwobi

Il 22 gennaio 2018 passa all'Arsenal in cambio di Alexis Sánchez. Esordisce con la maglia dei Gunners il 4 febbraio successivo, nella vittoria in campionato contro l'Everton, fornendo 3 assist (5-1). Segna la sua prima rete con i londinesi l'8 marzo seguente, nel match di Europa League contro il Milan. Tre giorni dopo realizza il suo primo gol con i gunners in Premier League nel successo per 3-0 contro il Watford.
Nella stagione seguente, nonostante l'ampio impiego in Europa League, il giocatore è costretto a saltare la finale di tale competizione, disputatasi a Baku, a causa delle tensioni politiche tra Armenia e Azerbaigian. In campionato trova meno spazio a causa di un infortunio al metatarso rimediato a dicembre.
Anche a Londra complessivamente l'armeno delude, finendo ai margini anche a causa di un rapporto negativo con l'allenatore dei gunners Unai Emery.

#### Roma
Il 2 settembre 2019 passa alla Roma in prestito oneroso per 3 milioni di euro più 100.000 di bonus, diventando il primo calciatore armeno a giocare in Serie A. Fa il suo esordio il 15 settembre seguente contro il Sassuolo, debuttando in tale occasione in Serie A e siglando il gol del momentaneo 3-0. Il 29 settembre seguente, nel corso della gara vinta contro il Lecce, in cui realizza l'assist per il gol vittoria di Edin Džeko (0-1), rimedia una lesione tendinea, primo di diversi infortuni che pregiudicano la prima parte di stagione al giocatore. A partire dalla sconfitta interna, datata 7 febbraio 2020, contro il Bologna (2-3), in cui ha pure segnato, l'armeno trova una buona continuità di prestazioni, totalizzando 9 gol e 5 assist a fine stagione.
Il 1º luglio 2020 la Roma annuncia di aver trovato un accordo preliminare per il prolungamento della permanenza dell'armeno nel club capitolino. Il 31 agosto successivo, l'Arsenal annuncia di aver risolto il contratto con il calciatore armeno, il quale si trasferisce alla Roma a titolo definitivo. Il 5 novembre 2020, in occasione di Roma-CFR Cluj (5-0), Mxit'aryan sigla il gol più veloce in Europa League messo a segno da un giocatore giallorosso, dopo appena 57 secondi dal calcio d'inizio. L'8 novembre seguente l'armeno realizza la sua prima tripletta in Serie A, nella vittoria esterna contro il Genoa (3-1). Due settimane dopo invece è autore di una doppietta nel 3-0 contro il Parma. Tra campionato (concluso al settimo posto dai giallorossi), Coppa Italia ed Europa League è autore di 15 reti e 13 assist; tra i gol vanno segnalati quelli realizzati contro l'Inter (sconfitta per 3-1) e nel derby contro la Lazio (vinto 2-0).
Il 1º giugno 2021 rinnova il suo contratto con i giallorossi per un'altra stagione. Il 19 agosto 2021 fa il suo debutto in Conference League, in occasione della vittoria esterna sul Trabzonspor (2-1). Tre giorni dopo realizza la prima rete stagionale della Roma in campionato, la venticinquesima personale con i giallorossi, grazie all'assist di Tammy Abraham nel successo casalingo contro la Fiorentina (3-1). Il 25 maggio vince la UEFA Europa Conference League nella finale terminata 1-0 contro il Feyenoord.

#### Inter

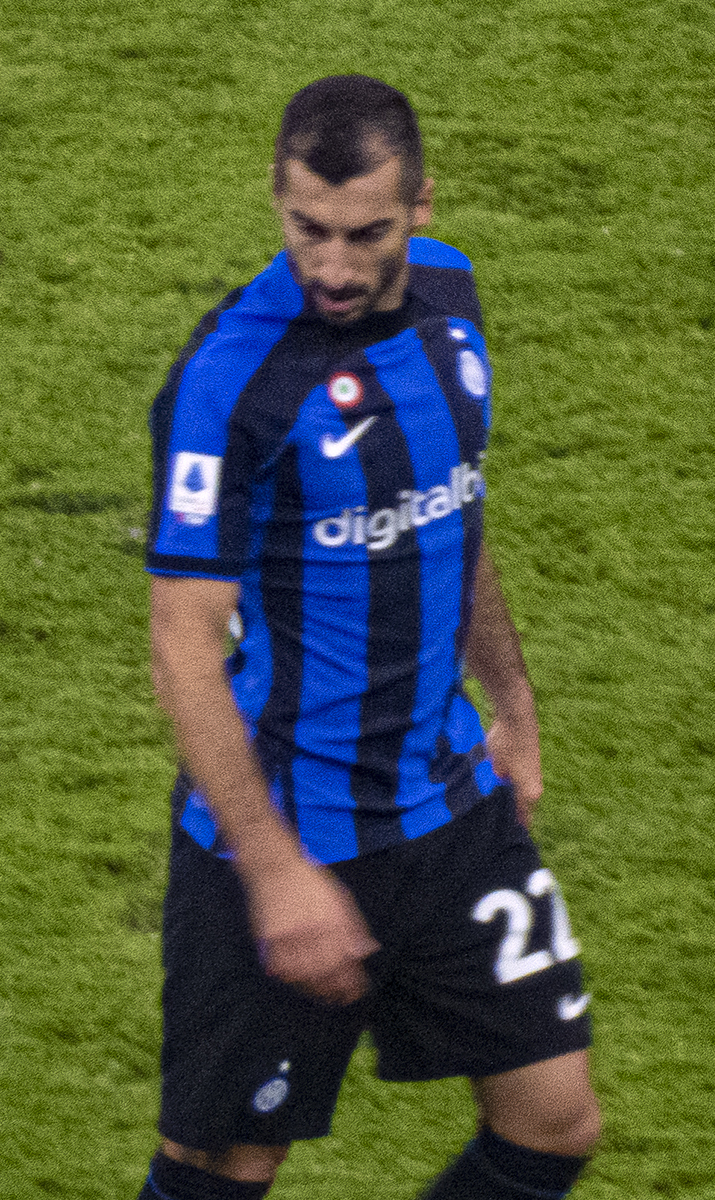
Mxit'aryan con l' nel 2023

Rimasto svincolato dopo la decisione di non rinnovare il contratto con la Roma, il 2 luglio 2022 firma un contratto biennale con l'Inter. Esordisce in Serie A con la maglia nerazzurra il 13 agosto successivo, subentrando nella partita vinta per 2-1 contro il Lecce in trasferta. Il 22 ottobre segna la sua prima rete con i nerazzurri, realizzando il gol del definitivo 4-3 in casa della Fiorentina al 95º minuto. Quattro giorni dopo si sblocca anche in Champions League, aprendo le marcature nel successo interno sul Viktoria Plzeň per 4-0. Il 18 gennaio 2023 vince il suo primo trofeo con l'Inter, la Supercoppa italiana, battendo il Milan per 3-0. Il 24 maggio conquista la sua prima Coppa Italia (la nona della storia per il club nerazzurro) grazie alla vittoria per 2-1 in finale contro la Fiorentina, nella quale non scende in campo a causa di un infortunio. Il 10 giugno gioca da subentrato nella finale di Champions League, persa per 1-0 contro il Manchester City.
Il 16 settembre 2023, segna la sua prima doppietta con l'Inter, fornendo anche un assist, nella vittoria per 5-1 in campionato sul Milan nel derby di Milano. Nel dicembre dello stesso anno, rinnova il proprio contratto con il club nerazzurro fino al 2026. Divenuto titolare inamovibile e irrinunciabile negli schemi di gioco di Simone Inzaghi, il 22 aprile 2024 si laurea campione d'Italia con cinque giornate d'anticipo al termine del derby di Milano, vinto 2-1 dalla formazione nerazzurra.

### Nazionale

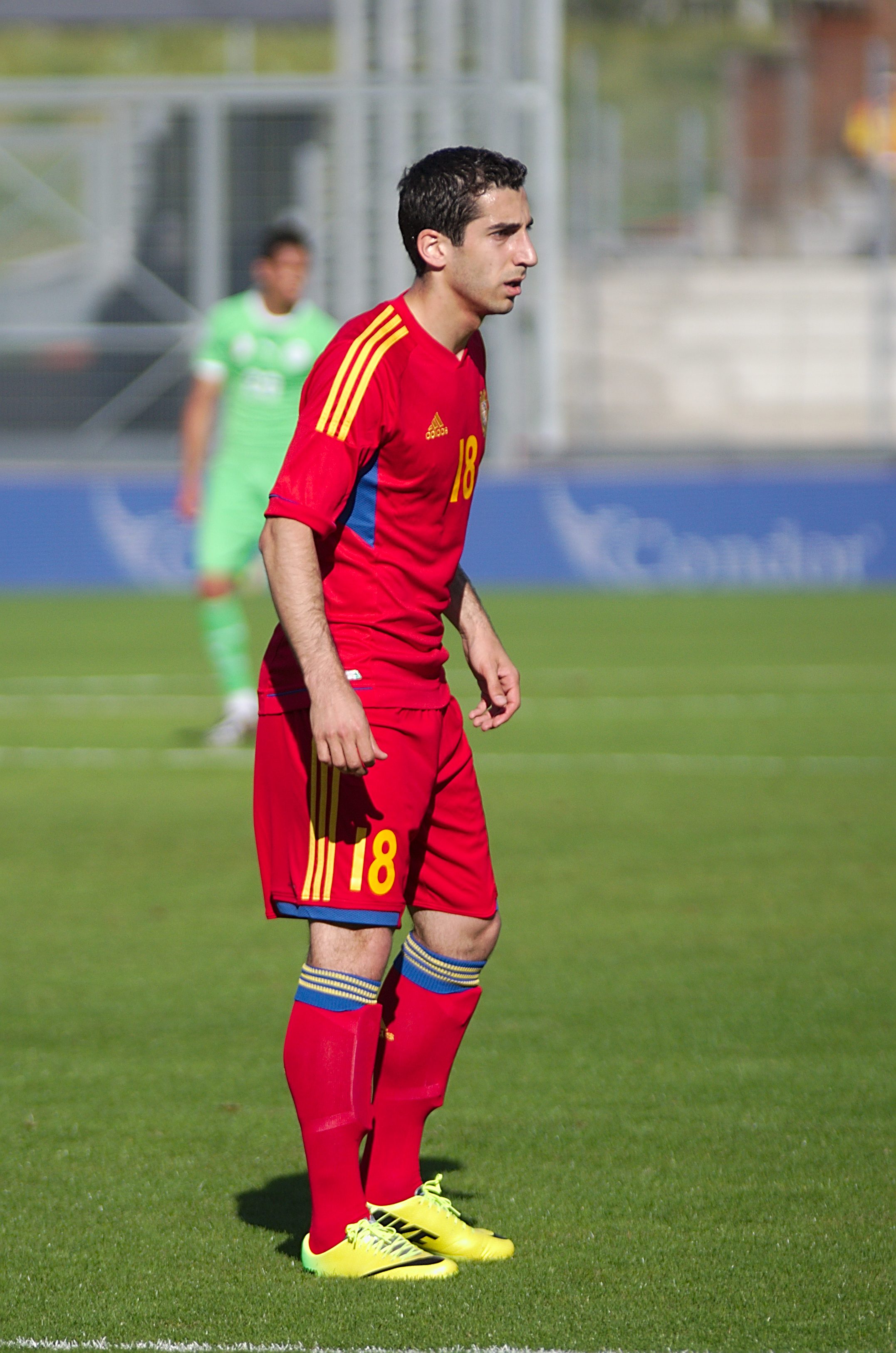
Mxit'aryan con la nazionale armena nel 2014

Dopo aver militato nelle varie selezioni giovanili dell'Armenia, il 14 gennaio 2007 fa il suo esordio in nazionale maggiore contro Panama.
Il 12 ottobre 2012 segna all'Italia la rete del momentaneo 1-1 nella sfida valida per le qualificazioni al campionato del mondo 2014 vinta poi dagli azzurri per 1-3. Il 15 ottobre 2013 segna sempre all'Italia, nel match di ritorno, il gol del momentaneo vantaggio nella partita poi finita 2-2.
In occasione della gara contro la Serbia del 4 settembre 2015, Mxit'aryan diventa il capitano della nazionale armena.
Il 28 maggio 2016 nell'amichevole contro il Guatemala realizza la sua prima tripletta in nazionale.
Il 6 settembre 2018 fa il suo esordio in Nations League, contro il Liechtenstein. Il 16 ottobre successivo segna la sua prima rete in tale competizione, a scapito della Macedonia.
Il 24 maggio 2021 viene escluso dalle convocazioni della nazionale. Richiamato nel mese di settembre, gioca altre 7 partite con la nazionale, per poi ritirarsi da essa il 3 marzo 2022, dopo avere totalizzato 95 presenze e 32 reti, risultando essere il secondo calciatore più presente nella storia dell'Armenia dietro a Sargis Hovsep'yan, oltreché il miglior marcatore in assoluto della selezione armena.

## Statistiche

### Presenze e reti nei club
Statistiche aggiornate al 30 giugno 2025.
| Stagione                 | Squadra                  | Campionato               | Campionato | Campionato | Coppe nazionali | Coppe nazionali | Coppe nazionali | Coppe continentali | Coppe continentali | Coppe continentali | Altre coppe | Altre coppe | Altre coppe | Totale | Totale |
| Stagione                 | Squadra                  | Comp                     | Pres       | Reti       | Comp            | Pres            | Reti            | Comp               | Pres               | Reti               | Comp        | Pres        | Reti        | Pres   | Reti   |
| ------------------------ | ------------------------ | ------------------------ | ---------- | ---------- | --------------- | --------------- | --------------- | ------------------ | ------------------ | ------------------ | ----------- | ----------- | ----------- | ------ | ------ |
| 2006                     | P'yownik                 | BC                       | 12         | 1          | -               | -               | -               | -                  | -                  | -                  | -           | -           | -           | 12     | 1      |
| 2007                     | P'yownik                 | BC                       | 24         | 12         | CA              | 4               | 0               | UCL                | 4                  | 0                  | -           | -           | -           | 32     | 12     |
| 2008                     | P'yownik                 | BC                       | 24         | 6          | CA              | 6               | 3               | UCL                | 2                  | 0                  | -           | -           | -           | 32     | 9      |
| 2009                     | P'yownik                 | BC                       | 10         | 11         | CA              | 3               | 2               | -                  | -                  | -                  | -           | -           | -           | 13     | 13     |
| Totale Pyunik            | Totale Pyunik            | Totale Pyunik            | 70         | 30         |                 | 13              | 5               |                    | 6                  | 0                  |             | -           | -           | 89     | 35     |
| 2009-2010                | Metalurh Donec'k         | PL                       | 29         | 9          | CU              | 2               | 1               | UEL                | 6                  | 4                  | -           | -           | -           | 37     | 14     |
| ago. 2010                | Metalurh Donec'k         | PL                       | 8          | 3          | -               | -               | -               | -                  | -                  | -                  | -           | -           | -           | 8      | 3      |
| Totale Metalurh Donec'k  | Totale Metalurh Donec'k  | Totale Metalurh Donec'k  | 37         | 12         |                 | 2               | 1               |                    | 6                  | 4                  |             | -           | -           | 45     | 17     |
| 2010-2011                | Šachtar                  | PL                       | 17         | 3          | CU              | 3               | 1               | UCL                | 7                  | 0                  | -           | -           | -           | 27     | 4      |
| 2011-2012                | Šachtar                  | PL                       | 26         | 10         | CU              | 4               | 1               | UCL                | 6                  | 0                  | SU          | 1           | 0           | 37     | 11     |
| 2012-2013                | Šachtar                  | PL                       | 29         | 25         | CU              | 4               | 2               | UCL                | 8                  | 2                  | SU          | 1           | 0           | 42     | 29     |
| Totale Šachtar           | Totale Šachtar           | Totale Šachtar           | 72         | 38         |                 | 11              | 4               |                    | 21                 | 2                  |             | 2           | 0           | 106    | 44     |
| 2013-2014                | Borussia Dortmund        | BL                       | 31         | 9          | CG              | 5               | 2               | UCL                | 10                 | 2                  | SG          | 0           | 0           | 46     | 13     |
| 2014-2015                | Borussia Dortmund        | BL                       | 28         | 3          | CG              | 6               | 1               | UCL                | 7                  | 0                  | SG          | 1           | 1           | 42     | 5      |
| 2015-2016                | Borussia Dortmund        | BL                       | 31         | 11         | CG              | 6               | 5               | UEL                | 15                 | 7                  | -           | -           | -           | 52     | 23     |
| Totale Borussia Dortmund | Totale Borussia Dortmund | Totale Borussia Dortmund | 90         | 23         |                 | 17              | 8               |                    | 32                 | 9                  |             | 1           | 1           | 140    | 41     |
| 2016-2017                | Manchester Utd           | PL                       | 24         | 4          | FACup+CdL       | 3+2             | 1+0             | UEL                | 11                 | 6                  | CS          | 1           | 0           | 41     | 11     |
| 2017-gen. 2018           | Manchester Utd           | PL                       | 15         | 1          | FACup+CdL       | 1+1             | 0               | UCL                | 4                  | 1                  | SU          | 1           | 0           | 22     | 2      |
| Totale Manchester Utd    | Totale Manchester Utd    | Totale Manchester Utd    | 39         | 5          |                 | 7               | 1               |                    | 15                 | 7                  |             | 2           | 0           | 63     | 13     |
| gen.-giu. 2018           | Arsenal                  | PL                       | 11         | 2          | FACup+CdL       | 0               | 0               | UEL                | 6                  | 1                  | CS          | 0           | 0           | 17     | 3      |
| 2018-2019                | Arsenal                  | PL                       | 25         | 6          | FACup+CdL       | 0+3             | 0               | UEL                | 11                 | 0                  | -           | -           | -           | 39     | 6      |
| ago. 2019                | Arsenal                  | PL                       | 3          | 0          | FACup+CdL       | 0               | 0               | UEL                | 0                  | 0                  | -           | -           | -           | 3      | 0      |
| Totale Arsenal           | Totale Arsenal           | Totale Arsenal           | 39         | 8          |                 | 3               | 0               |                    | 17                 | 1                  |             | 0           | 0           | 59     | 9      |
| 2019-2020                | Roma                     | A                        | 22         | 9          | CI              | 0               | 0               | UEL                | 5                  | 0                  | -           | -           | -           | 27     | 9      |
| 2020-2021                | Roma                     | A                        | 34         | 13         | CI              | 1               | 1               | UEL                | 11                 | 1                  | -           | -           | -           | 46     | 15     |
| 2021-2022                | Roma                     | A                        | 31         | 5          | CI              | 2               | 0               | UECL               | 11                 | 0                  | -           | -           | -           | 44     | 5      |
| Totale Roma              | Totale Roma              | Totale Roma              | 87         | 27         |                 | 3               | 1               |                    | 27                 | 1                  |             | -           | -           | 117    | 29     |
| 2022-2023                | Inter                    | A                        | 31         | 3          | CI              | 4               | 0               | UCL                | 13                 | 2                  | SI          | 1           | 0           | 49     | 5      |
| 2023-2024                | Inter                    | A                        | 36         | 2          | CI              | 1               | 0               | UCL                | 7                  | 0                  | SI          | 2           | 0           | 46     | 2      |
| 2024-2025                | Inter                    | A                        | 32         | 1          | CI              | 2               | 0               | UCL                | 13                 | 0                  | SI+Cmc      | 2+4         | 0           | 53     | 1      |
| Totale Inter             | Totale Inter             | Totale Inter             | 99         | 6          |                 | 7               | 0               |                    | 33                 | 2                  |             | 9           | 0           | 148    | 8      |
| Totale carriera          | Totale carriera          | Totale carriera          | 531        | 149        |                 | 63              | 20              |                    | 157                | 26                 |             | 14          | 1           | 765    | 196    |

### Cronologia presenze e reti in nazionale
| Cronologia completa delle presenze e delle reti in nazionale ― Armenia | Cronologia completa delle presenze e delle reti in nazionale ― Armenia | Cronologia completa delle presenze e delle reti in nazionale ― Armenia | Cronologia completa delle presenze e delle reti in nazionale ― Armenia | Cronologia completa delle presenze e delle reti in nazionale ― Armenia | Cronologia completa delle presenze e delle reti in nazionale ― Armenia | Cronologia completa delle presenze e delle reti in nazionale ― Armenia | Cronologia completa delle presenze e delle reti in nazionale ― Armenia |
| Data                                                                   | Città                                                                  | In casa                                                                | Risultato                                                              | Ospiti                                                                 | Competizione                                                           | Reti                                                                   | Note                                                                   |
| ---------------------------------------------------------------------- | ---------------------------------------------------------------------- | ---------------------------------------------------------------------- | ---------------------------------------------------------------------- | ---------------------------------------------------------------------- | ---------------------------------------------------------------------- | ---------------------------------------------------------------------- | ---------------------------------------------------------------------- |
| 14-1-2007                                                              | Los Angeles                                                            | Armenia                                                                | 1 – 1                                                                  | Panama                                                                 | Amichevole                                                             | -                                                                      | 46’                                                                    |
| 7-2-2007                                                               | Andorra la Vella                                                       | Andorra                                                                | 1 – 1                                                                  | Armenia                                                                | Amichevole                                                             | -                                                                      | 71’                                                                    |
| 2-2-2008                                                               | Ta' Qali                                                               | Malta                                                                  | 0 – 1                                                                  | Armenia                                                                | Amichevole                                                             | -                                                                      | 74’                                                                    |
| 4-2-2008                                                               | Ta' Qali                                                               | Armenia                                                                | 2 – 1                                                                  | Bielorussia                                                            | Amichevole                                                             | -                                                                      | 56’                                                                    |
| 6-2-2008                                                               | Ta' Qali                                                               | Armenia                                                                | 0 – 2                                                                  | Islanda                                                                | Amichevole                                                             | -                                                                      |                                                                        |
| 26-3-2008                                                              | Pernis                                                                 | Armenia                                                                | 1 – 0                                                                  | Kazakistan                                                             | Amichevole                                                             | -                                                                      | 72’                                                                    |
| 11-10-2008                                                             | Bruxelles                                                              | Belgio                                                                 | 2 – 0                                                                  | Armenia                                                                | Qual. Mondiali 2010                                                    | -                                                                      | 85’                                                                    |
| 11-2-2009                                                              | Limassol                                                               | Armenia                                                                | 0 – 0                                                                  | Lettonia                                                               | Amichevole                                                             | -                                                                      | 88’                                                                    |
| 28-3-2009                                                              | Erevan                                                                 | Armenia                                                                | 2 – 2                                                                  | Estonia                                                                | Qual. Mondiali 2010                                                    | 1                                                                      |                                                                        |
| 1-4-2009                                                               | Tallinn                                                                | Estonia                                                                | 1 – 0                                                                  | Armenia                                                                | Qual. Mondiali 2010                                                    | -                                                                      |                                                                        |
| 12-8-2009                                                              | Erevan                                                                 | Armenia                                                                | 1 – 4                                                                  | Moldavia                                                               | Amichevole                                                             | -                                                                      |                                                                        |
| 5-9-2009                                                               | Erevan                                                                 | Armenia                                                                | 0 – 2                                                                  | Bosnia ed Erzegovina                                                   | Qual. Mondiali 2010                                                    | -                                                                      | 90+1’                                                                  |
| 9-9-2009                                                               | Erevan                                                                 | Armenia                                                                | 2 – 1                                                                  | Belgio                                                                 | Qual. Mondiali 2010                                                    | -                                                                      | 19’                                                                    |
| 14-10-2009                                                             | Bursa                                                                  | Turchia                                                                | 2 – 0                                                                  | Armenia                                                                | Qual. Mondiali 2010                                                    | -                                                                      |                                                                        |
| 25-5-2010                                                              | Erevan                                                                 | Armenia                                                                | 3 – 1                                                                  | Uzbekistan                                                             | Amichevole                                                             | 1                                                                      | 79’                                                                    |
| 3-9-2010                                                               | Erevan                                                                 | Armenia                                                                | 0 – 1                                                                  | Irlanda                                                                | Qual. Euro 2012                                                        | -                                                                      |                                                                        |
| 7-9-2010                                                               | Skopje                                                                 | Macedonia                                                              | 2 – 2                                                                  | Armenia                                                                | Qual. Euro 2012                                                        | -                                                                      |                                                                        |
| 8-10-2010                                                              | Erevan                                                                 | Armenia                                                                | 3 – 1                                                                  | Slovacchia                                                             | Qual. Euro 2012                                                        | 1                                                                      |                                                                        |
| 12-10-2010                                                             | Erevan                                                                 | Armenia                                                                | 4 – 0                                                                  | Andorra                                                                | Qual. Euro 2012                                                        | 1                                                                      |                                                                        |
| 9-2-2011                                                               | Limassol                                                               | Armenia                                                                | 1 – 2                                                                  | Georgia                                                                | Amichevole                                                             | -                                                                      | 88’                                                                    |
| 26-3-2011                                                              | Erevan                                                                 | Armenia                                                                | 0 – 0                                                                  | Russia                                                                 | Qual. Euro 2012                                                        | -                                                                      |                                                                        |
| 4-6-2011                                                               | San Pietroburgo                                                        | Russia                                                                 | 3 – 1                                                                  | Armenia                                                                | Qual. Euro 2012                                                        | -                                                                      |                                                                        |
| 10-8-2011                                                              | Kaunas                                                                 | Lituania                                                               | 3 – 0                                                                  | Armenia                                                                | Amichevole                                                             | -                                                                      |                                                                        |
| 2-9-2011                                                               | Andorra la Vella                                                       | Andorra                                                                | 0 – 3                                                                  | Armenia                                                                | Qual. Euro 2012                                                        | 1                                                                      |                                                                        |
| 6-9-2011                                                               | Žilina                                                                 | Slovacchia                                                             | 0 – 4                                                                  | Armenia                                                                | Qual. Euro 2012                                                        | 1                                                                      |                                                                        |
| 7-10-2011                                                              | Erevan                                                                 | Armenia                                                                | 4 – 1                                                                  | Macedonia                                                              | Qual. Euro 2012                                                        | 1                                                                      |                                                                        |
| 11-10-2011                                                             | Dublino                                                                | Irlanda                                                                | 2 – 1                                                                  | Armenia                                                                | Qual. Euro 2012                                                        | 1                                                                      |                                                                        |
| 29-2-2012                                                              | Limassol                                                               | Armenia                                                                | 3 – 1                                                                  | Canada                                                                 | Amichevole                                                             | -                                                                      |                                                                        |
| 31-5-2012                                                              | Kufstein                                                               | Grecia                                                                 | 1 – 0                                                                  | Armenia                                                                | Amichevole                                                             | -                                                                      | 86’                                                                    |
| 5-6-2012                                                               | Erevan                                                                 | Armenia                                                                | 3 – 0                                                                  | Kazakistan                                                             | Amichevole                                                             | -                                                                      |                                                                        |
| 15-8-2012                                                              | Erevan                                                                 | Armenia                                                                | 1 – 2                                                                  | Bielorussia                                                            | Amichevole                                                             | -                                                                      |                                                                        |
| 7-9-2012                                                               | Ta' Qali                                                               | Malta                                                                  | 0 – 1                                                                  | Armenia                                                                | Qual. Mondiali 2014                                                    | -                                                                      |                                                                        |
| 11-9-2012                                                              | Sofia                                                                  | Bulgaria                                                               | 1 – 0                                                                  | Armenia                                                                | Qual. Mondiali 2014                                                    | -                                                                      |                                                                        |
| 12-10-2012                                                             | Erevan                                                                 | Armenia                                                                | 1 – 3                                                                  | Italia                                                                 | Qual. Mondiali 2014                                                    | 1                                                                      |                                                                        |
| 14-11-2012                                                             | Erevan                                                                 | Armenia                                                                | 4 – 2                                                                  | Lituania                                                               | Amichevole                                                             | 1                                                                      | 73’                                                                    |
| 5-2-2013                                                               | Valencia                                                               | Armenia                                                                | 1 – 1                                                                  | Lussemburgo                                                            | Amichevole                                                             | -                                                                      |                                                                        |
| 26-3-2013                                                              | Erevan                                                                 | Armenia                                                                | 0 – 3                                                                  | Rep. Ceca                                                              | Qual. Mondiali 2014                                                    | -                                                                      |                                                                        |
| 7-6-2013                                                               | Erevan                                                                 | Armenia                                                                | 0 – 1                                                                  | Malta                                                                  | Qual. Mondiali 2014                                                    | -                                                                      |                                                                        |
| 11-6-2013                                                              | Copenaghen                                                             | Danimarca                                                              | 0 – 4                                                                  | Armenia                                                                | Qual. Mondiali 2014                                                    | 1                                                                      |                                                                        |
| 6-9-2013                                                               | Praga                                                                  | Rep. Ceca                                                              | 1 – 2                                                                  | Armenia                                                                | Qual. Mondiali 2014                                                    | -                                                                      |                                                                        |
| 10-9-2013                                                              | Erevan                                                                 | Armenia                                                                | 0 – 1                                                                  | Danimarca                                                              | Qual. Mondiali 2014                                                    | -                                                                      |                                                                        |
| 11-10-2013                                                             | Erevan                                                                 | Armenia                                                                | 2 – 1                                                                  | Bulgaria                                                               | Qual. Mondiali 2014                                                    | -                                                                      |                                                                        |
| 15-10-2013                                                             | Napoli                                                                 | Italia                                                                 | 2 – 2                                                                  | Armenia                                                                | Qual. Mondiali 2014                                                    | 1                                                                      |                                                                        |
| 5-3-2014                                                               | Krasnodar                                                              | Russia                                                                 | 2 – 0                                                                  | Armenia                                                                | Amichevole                                                             | -                                                                      | 62’                                                                    |
| 27-5-2014                                                              | Ginevra                                                                | Emirati Arabi Uniti                                                    | 3 – 4                                                                  | Armenia                                                                | Amichevole                                                             | 2                                                                      |                                                                        |
| 31-5-2014                                                              | Sion                                                                   | Algeria                                                                | 3 – 1                                                                  | Armenia                                                                | Amichevole                                                             | -                                                                      |                                                                        |
| 6-6-2014                                                               | Magonza                                                                | Germania                                                               | 6 – 1                                                                  | Armenia                                                                | Amichevole                                                             | 1                                                                      |                                                                        |
| 3-9-2014                                                               | Riga                                                                   | Lettonia                                                               | 2 – 0                                                                  | Armenia                                                                | Amichevole                                                             | -                                                                      |                                                                        |
| 7-9-2014                                                               | Copenaghen                                                             | Danimarca                                                              | 2 – 1                                                                  | Armenia                                                                | Qual. Euro 2016                                                        | 1                                                                      |                                                                        |
| 14-11-2014                                                             | Faro                                                                   | Portogallo                                                             | 1 – 0                                                                  | Armenia                                                                | Qual. Euro 2016                                                        | -                                                                      |                                                                        |
| 29-3-2015                                                              | Elbasan                                                                | Albania                                                                | 2 – 1                                                                  | Armenia                                                                | Qual. Euro 2016                                                        | -                                                                      |                                                                        |
| 13-6-2015                                                              | Erevan                                                                 | Armenia                                                                | 2 – 3                                                                  | Portogallo                                                             | Qual. Euro 2016                                                        | -                                                                      |                                                                        |
| 4-9-2015                                                               | Novi Sad                                                               | Serbia                                                                 | 2 – 0                                                                  | Armenia                                                                | Qual. Euro 2016                                                        | -                                                                      | cap.                                                                   |
| 7-9-2015                                                               | Erevan                                                                 | Armenia                                                                | 0 – 0                                                                  | Danimarca                                                              | Qual. Euro 2016                                                        | -                                                                      | cap.                                                                   |
| 8-10-2015                                                              | Nizza                                                                  | Francia                                                                | 4 – 0                                                                  | Armenia                                                                | Amichevole                                                             | -                                                                      | cap. 60’                                                               |
| 11-10-2015                                                             | Erevan                                                                 | Armenia                                                                | 0 – 3                                                                  | Albania                                                                | Qual. Euro 2016                                                        | -                                                                      | cap.                                                                   |
| 25-3-2016                                                              | Erevan                                                                 | Armenia                                                                | 0 – 0                                                                  | Bielorussia                                                            | Qual. Euro 2016                                                        | -                                                                      |                                                                        |
| 28-5-2016                                                              | Carson                                                                 | Guatemala                                                              | 1 – 7                                                                  | Armenia                                                                | Amichevole                                                             | 3                                                                      | cap.                                                                   |
| 2-6-2016                                                               | Carson                                                                 | El Salvador                                                            | 0 – 4                                                                  | Armenia                                                                | Amichevole                                                             | -                                                                      | cap.                                                                   |
| 31-8-2016                                                              | Mladá Boleslav                                                         | Rep. Ceca                                                              | 3 – 0                                                                  | Armenia                                                                | Amichevole                                                             | -                                                                      | cap. 38’                                                               |
| 11-11-2016                                                             | Erevan                                                                 | Armenia                                                                | 3 – 2                                                                  | Montenegro                                                             | Qual. Mondiali 2018                                                    | -                                                                      | cap.                                                                   |
| 26-3-2017                                                              | Erevan                                                                 | Armenia                                                                | 2 – 0                                                                  | Kazakistan                                                             | Qual. Mondiali 2018                                                    | 1                                                                      | cap.                                                                   |
| 4-6-2017                                                               | Erevan                                                                 | Armenia                                                                | 5 – 0                                                                  | Saint Kitts e Nevis                                                    | Amichevole                                                             | 2                                                                      | cap.                                                                   |
| 10-6-2017                                                              | Podgorica                                                              | Montenegro                                                             | 4 – 1                                                                  | Armenia                                                                | Qual. Mondiali 2018                                                    | -                                                                      | cap.                                                                   |
| 1-9-2017                                                               | Bucarest                                                               | Romania                                                                | 1 – 0                                                                  | Armenia                                                                | Qual. Mondiali 2018                                                    | -                                                                      | cap.                                                                   |
| 4-9-2017                                                               | Erevan                                                                 | Armenia                                                                | 1 – 4                                                                  | Danimarca                                                              | Qual. Mondiali 2018                                                    | -                                                                      | cap. 89’                                                               |
| 5-10-2017                                                              | Erevan                                                                 | Armenia                                                                | 1 – 6                                                                  | Polonia                                                                | Qual. Mondiali 2018                                                    | -                                                                      | cap.                                                                   |
| 8-10-2017                                                              | Astana                                                                 | Kazakistan                                                             | 1 – 1                                                                  | Armenia                                                                | Qual. Mondiali 2018                                                    | 1                                                                      | cap.                                                                   |
| 9-11-2017                                                              | Erevan                                                                 | Armenia                                                                | 4 – 1                                                                  | Bielorussia                                                            | Amichevole                                                             | 1                                                                      | cap. 74’                                                               |
| 13-11-2017                                                             | Erevan                                                                 | Armenia                                                                | 3 – 2                                                                  | Cipro                                                                  | Amichevole                                                             | 1                                                                      | cap. 79’                                                               |
| 24-3-2018                                                              | Erevan                                                                 | Armenia                                                                | 0 – 0                                                                  | Estonia                                                                | Amichevole                                                             | -                                                                      | cap.                                                                   |
| 27-3-2018                                                              | Erevan                                                                 | Armenia                                                                | 0 – 1                                                                  | Lituania                                                               | Amichevole                                                             | -                                                                      | cap.                                                                   |
| 29-5-2018                                                              | Wattens                                                                | Armenia                                                                | 1 – 1                                                                  | Malta                                                                  | Amichevole                                                             | -                                                                      | cap. 85’                                                               |
| 4-6-2018                                                               | Kematen in Tirol                                                       | Moldavia                                                               | 0 – 0                                                                  | Armenia                                                                | Amichevole                                                             | -                                                                      | cap. 38’                                                               |
| 6-9-2018                                                               | Erevan                                                                 | Armenia                                                                | 2 – 1                                                                  | Liechtenstein                                                          | UEFA Nations League 2018-2019 - 1º turno                               | -                                                                      | cap.                                                                   |
| 9-9-2018                                                               | Skopje                                                                 | Macedonia                                                              | 2 – 0                                                                  | Armenia                                                                | UEFA Nations League 2018-2019 - 1º turno                               | -                                                                      | cap.                                                                   |
| 13-10-2018                                                             | Erevan                                                                 | Armenia                                                                | 0 – 1                                                                  | Gibilterra                                                             | UEFA Nations League 2018-2019 - 1º turno                               | -                                                                      | cap.                                                                   |
| 16-10-2018                                                             | Erevan                                                                 | Armenia                                                                | 4 – 0                                                                  | Macedonia                                                              | UEFA Nations League 2018-2019 - 1º turno                               | 1                                                                      | cap. 71’                                                               |
| 16-11-2018                                                             | Gibilterra                                                             | Gibilterra                                                             | 2 – 6                                                                  | Armenia                                                                | UEFA Nations League 2018-2019 - 1º turno                               | -                                                                      | cap.                                                                   |
| 19-11-2018                                                             | Vaduz                                                                  | Liechtenstein                                                          | 2 – 2                                                                  | Armenia                                                                | UEFA Nations League 2018-2019 - 1º turno                               | -                                                                      | cap.                                                                   |
| 23-3-2019                                                              | Sarajevo                                                               | Bosnia ed Erzegovina                                                   | 2 – 1                                                                  | Armenia                                                                | Qual. Euro 2020                                                        | 1                                                                      | cap.                                                                   |
| 26-3-2019                                                              | Erevan                                                                 | Armenia                                                                | 0 – 2                                                                  | Finlandia                                                              | Qual. Euro 2020                                                        | -                                                                      | cap.                                                                   |
| 8-6-2019                                                               | Erevan                                                                 | Armenia                                                                | 3 – 0                                                                  | Liechtenstein                                                          | Qual. Euro 2020                                                        | -                                                                      | cap.                                                                   |
| 11-6-2019                                                              | Atene                                                                  | Grecia                                                                 | 2 – 3                                                                  | Armenia                                                                | Qual. Euro 2020                                                        | -                                                                      | cap.                                                                   |
| 5-9-2019                                                               | Erevan                                                                 | Armenia                                                                | 1 – 3                                                                  | Italia                                                                 | Qual. Euro 2020                                                        | -                                                                      | cap.                                                                   |
| 8-9-2019                                                               | Erevan                                                                 | Armenia                                                                | 4 – 2                                                                  | Bosnia ed Erzegovina                                                   | Qual. Euro 2020                                                        | 2                                                                      | cap.                                                                   |
| 11-10-2020                                                             | Erevan                                                                 | Armenia                                                                | 2 – 2                                                                  | Georgia                                                                | UEFA Nations League 2020-2021 - 1º turno                               | 1                                                                      | cap.                                                                   |
| 14-10-2020                                                             | Tallinn                                                                | Estonia                                                                | 1 – 1                                                                  | Armenia                                                                | UEFA Nations League 2020-2021 - 1º turno                               | -                                                                      | cap.                                                                   |
| 2-9-2021                                                               | Skopje                                                                 | Macedonia del Nord                                                     | 0 – 0                                                                  | Armenia                                                                | Qual. Mondiali 2022                                                    | -                                                                      | cap. 51’                                                               |
| 5-9-2021                                                               | Stoccarda                                                              | Germania                                                               | 6 – 0                                                                  | Armenia                                                                | Qual. Mondiali 2022                                                    | -                                                                      | Cap.                                                                   |
| 8-9-2021                                                               | Erevan                                                                 | Armenia                                                                | 1 – 1                                                                  | Liechtenstein                                                          | Qual. Mondiali 2022                                                    | 1                                                                      | Cap.                                                                   |
| 8-10-2021                                                              | Reykjavík                                                              | Islanda                                                                | 1 – 1                                                                  | Armenia                                                                | Qual. Mondiali 2022                                                    | -                                                                      | Cap.                                                                   |
| 11-10-2021                                                             | Bucarest                                                               | Romania                                                                | 1 – 0                                                                  | Armenia                                                                | Qual. Mondiali 2022                                                    | -                                                                      | Cap.                                                                   |
| 11-11-2021                                                             | Erevan                                                                 | Armenia                                                                | 0 – 5                                                                  | Macedonia del Nord                                                     | Qual. Mondiali 2022                                                    | -                                                                      | Cap.                                                                   |
| 14-11-2021                                                             | Erevan                                                                 | Armenia                                                                | 1 – 4                                                                  | Germania                                                               | Qual. Mondiali 2022                                                    | 1                                                                      | Cap. 76’                                                               |
| Totale                                                                 |                                                                        | Presenze (2º posto)                                                    | 95                                                                     |                                                                        | Reti (1º posto)                                                        | 32                                                                     |                                                                        |

## Palmarès

### Club

#### Competizioni nazionali
- Campionato armeno: 4

Pyunik: 2006, 2007, 2008, 2009
- Supercoppa d'Armenia: 2

Pyunik: 2007, 2008
- Coppa d'Armenia: 1

Pyunik: 2009
- Campionato ucraino: 3

Shakhtar: 2010-2011, 2011-2012, 2012-2013
- Coppa di Ucraina: 3

Shakhtar: 2010-2011, 2011-2012, 2012-2013
- Supercoppa d'Ucraina: 1

Shakhtar: 2012
- Supercoppa di Germania: 2

Borussia Dortmund: 2013, 2014
- Community Shield: 1

Manchester Utd: 2016
- Coppa di Lega inglese: 1

Manchester Utd: 2016-2017
- Supercoppa italiana: 2

Inter: 2022, 2023
- Coppa Italia: 1

Inter: 2022-2023
- Campionato italiano: 1

Inter: 2023-2024

#### Competizioni internazionali
- UEFA Europa League: 1

Manchester Utd: 2016-2017
- UEFA Conference League: 1

Roma: 2021-2022

### Individuale
- Calciatore armeno dell'anno: 12

2009, 2011, 2012, 2013, 2014, 2015, 2016, 2017, 2019, 2020, 2023, 2024
- Capocannoniere del campionato ucraino: 1

2012-2013 (25 gol)
- Squadra della stagione della UEFA Europa League: 1

2016-2017